# 劍仙李白
《劍仙李白》是香港亞洲電視製作並於1983年10月首播的一齣電視劇集，這是亞洲電視根據唐代詩人李白的一生為創作藍本，結合正史和野史並加入武打元素務求令劇情更加精彩。劇集主題曲由黃凱芹主唱，這是黃凱芹首次演唱電視劇集主題曲。

## 劇情簡介
李白童年時，因父親李客被殺，於是寄養於叔叔李祥家中。李白自少好劍術，且習得一身好功夫，本欲助明君治天下，但由於一身傲骨，不肯屈膝於人，屢次得罪高官，惹禍上身，後更被流放於不毛之地。

## 演員表
- 劉松仁 飾 李　白
- 曾偉權 飾 杜　甫
- 何家勁 飾 陳文禮
- 劉緯民 飾 高　適
- 阮佩珍 飾 许燕如
- 卡迪遜 飾 王　維
- 梁漢威 飾 孟浩然
- 江漢 飾 李　客
- 王　偉 飾 李隆基
- 周麗娟 飾 楊貴妃
- 羅樂林 飾 李　璘
- 梁　天 飾 高力士
- 吳桐 飾 李　祥
- 文雪兒 飾 趙六妹
- 甘　山 飾 徐　當
- 孫季卿 飾 程老師
- 李月清 飾 三　婆
- 吳　剛 飾 李陽冰
- 蔣平 飾 元丹丘
- 凌腓力 飾 徐希文
- 岳華 飾 裴　旻
- 良鳴 飾 宗　伯
- 高　雄 飾 穿山虎
- 金童 飾 蘇　渙
- 伍永森 飾 魏長史
- 徐二牛 飾 司馬承禎
- 孟浪 飾 耶　律
- 許英秀 飾 許國師
- 盧敦 飾 韓朝宗
- 區嶽 飾 韓朝宗家管家
- 鮑漢琳 飾 李林甫
- 司馬華龍 飾 張九齡
- 李壽祺 飾 張　說
- 關偉倫 飾 吳　華
- 黃一飛 飾 神算子
- 阮令濤 飾 賈　昌
- 柳影虹 飾 菁　菁
- 江　濤 飾 張　垍
- 張瑛 飾 賀知章
- 鄭雷 飾 郭子儀
- 容惠雯 飾 宗　氏
- 蔡國慶 飾 安祿山
- 曹達華 飾 吳　筠
- 熊德誠 飾 忠　王
- 劉一帆 飾 李靜忠
- 黎漢持 飾 楚剛釗
- 凌文海 飾 楊國忠
- 吳回 飾 汪　倫
- 黃秋生 飾 巴喇烏
- 林迪安 飾 空空兒
- 黄植森 飾 江夏府尹
- 曹查理 飾 洛陽知府
- 劉少雄 飾 柳公子饰
- 曾健明 飾 太监

## 外部連結
- 劍仙李白簡介[永久]
- 劍仙李白-百度百科